# Glenfinnan
Glenfinnan (Schots-Gaelisch: Gleann Fhionnainn) is een dorp in Schotland gelegen in het raadsgebied Highland, aan het noordelijke uiteinde van Loch Shiel, 21 kilometer ten westen van Fort William.

## Glenfinnan Monument

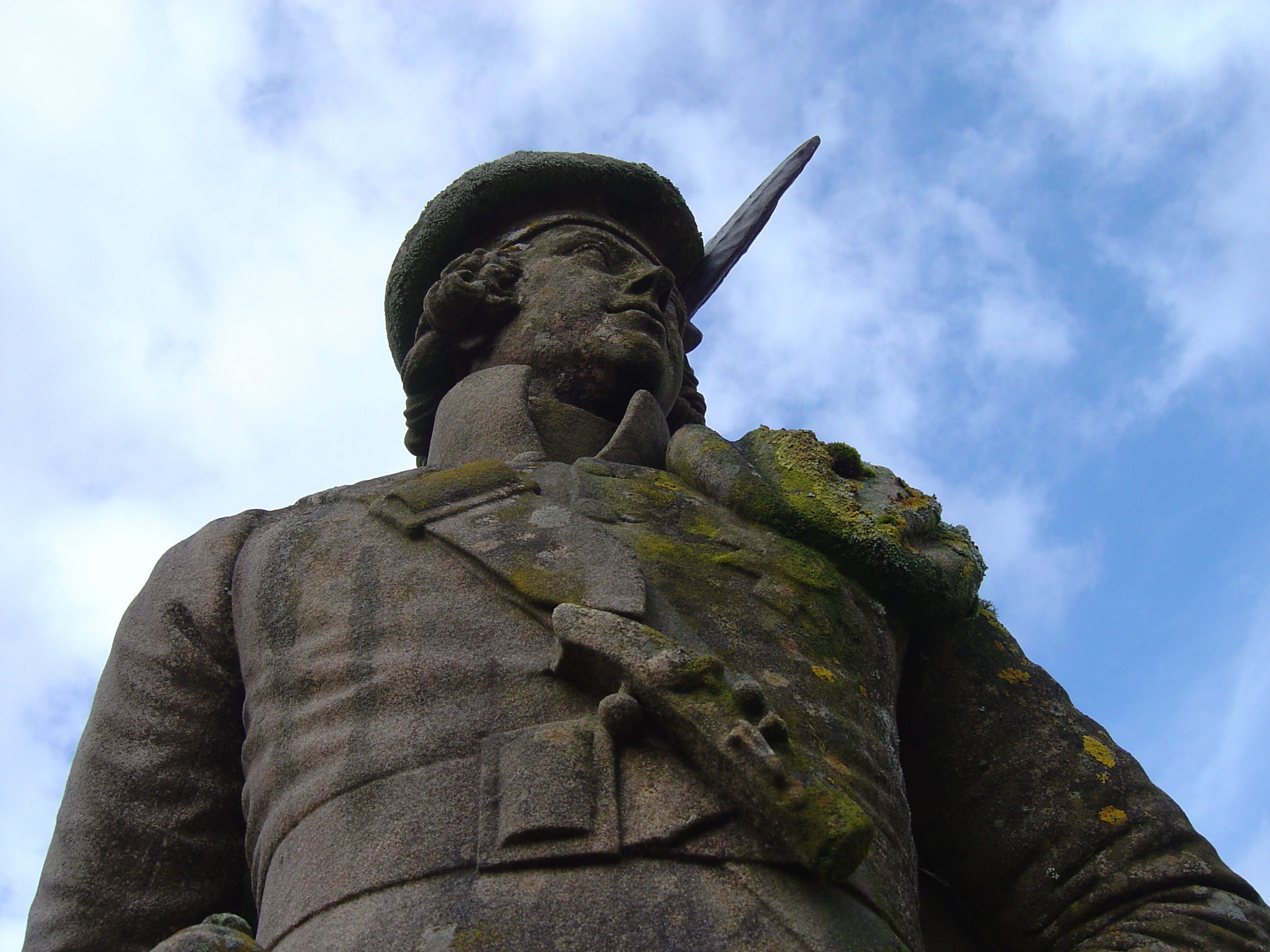
De onbekende Highlander

In 1815 werd net buiten het dorp een monument opgericht. Dit ter markering van de plaats waar Charles Edward Stuart, alias Bonnie Prince Charlie, op 19 augustus 1745 zijn koninklijke vaandel hees waarmee de 2e Jacobiteinse opstand een feit was. Deze gebeurtenis leidde 8 maanden later (16 april 1746) tot de Slag bij Culloden.
Het monument werd ontworpen door de Schotse architect James Gillespie Graham. Het bestaat uit een toren met hierop een standbeeld van "de onbekende Highlander in kilt" 
Sinds 1938 is het monument in beheer bij de National Trust for Scotland. Naast het monument staat een bezoekerscentrum waar een permanente tentoonstelling is ingericht over de Jacobiteinse geschiedenis.

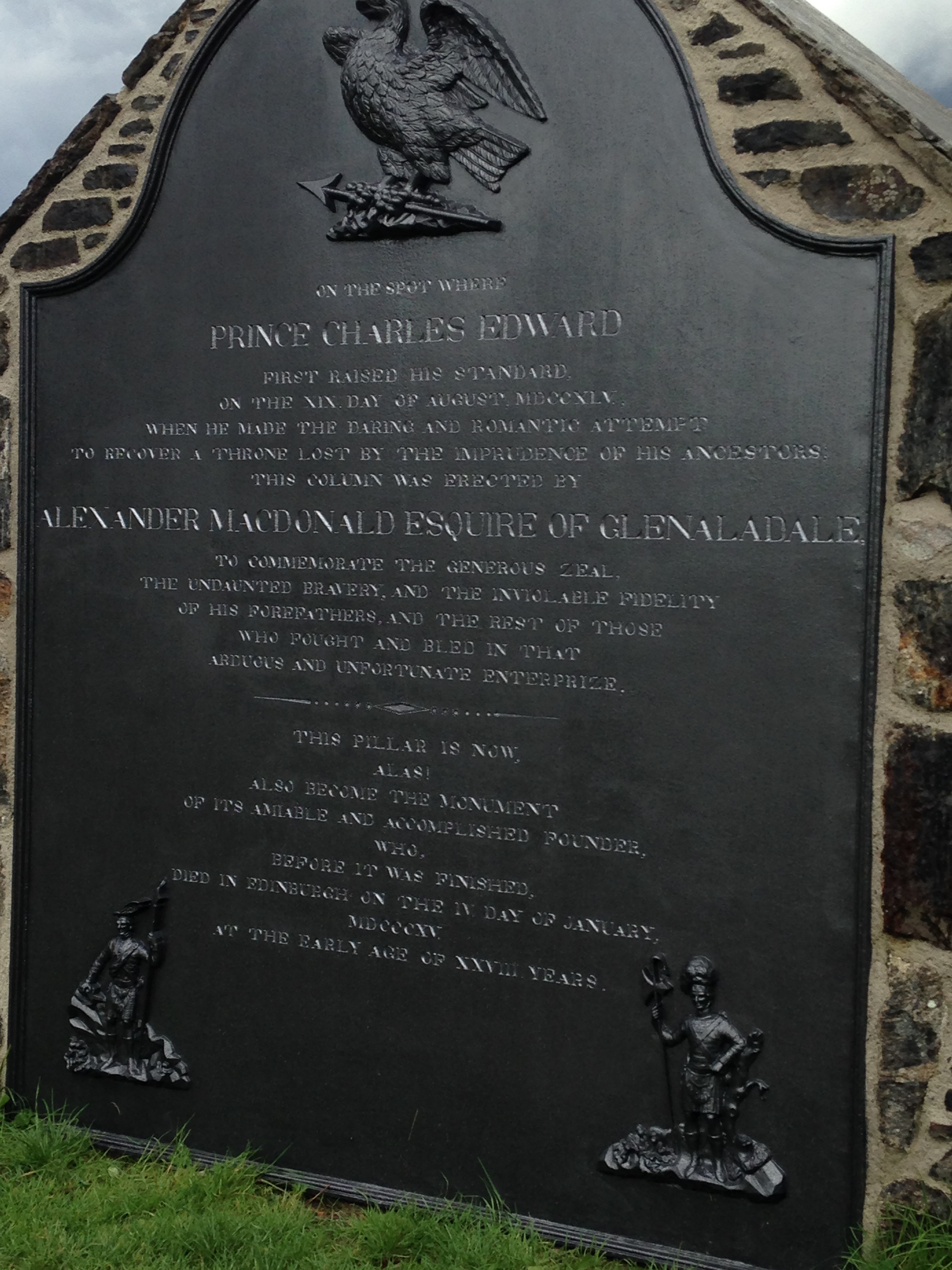
Informatiepaneel bij monument

## Glenfinnanviaduct

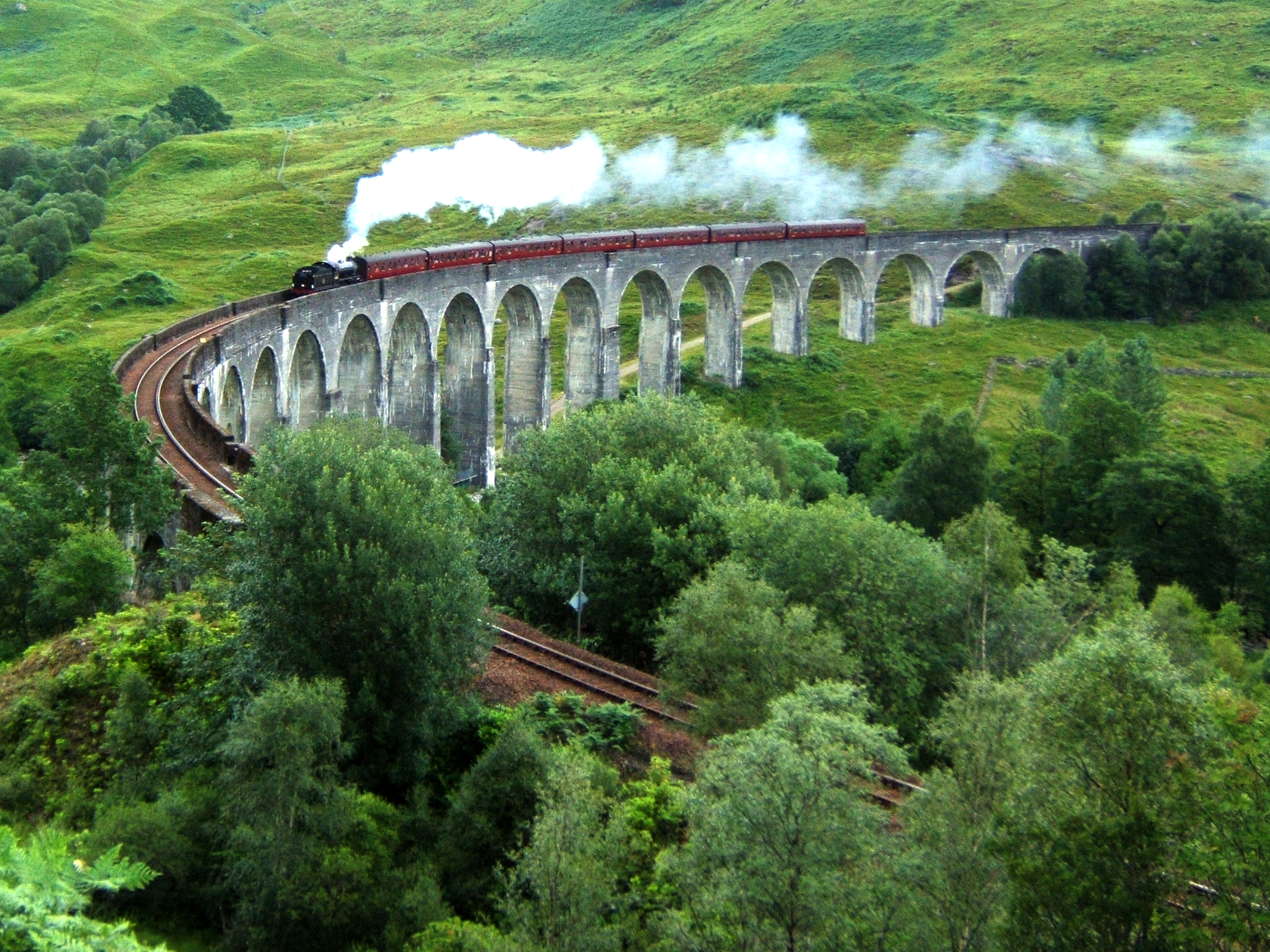
Glenfinnanviaduct

Het Glenfinnanviaduct is een spoorwegviaduct in de West Highland Line tussen Fort William en Mallaig. Het werd gebouwd door de firma Sir Robert McAlpine en werd voltooid in het jaar 1901. Het viaduct, dat volledig uit beton is vervaardigd, bevat 21 bogen van elk 15 meter; het hoogste punt bevindt zich 30 meter boven het maaiveld.

### Harry Potter
In de film Harry Potter en de Geheime Kamer speelt zich een scène af tijdens de passage van de Zweinsteinexpres over het viaduct. Nadat het viaduct ook in de twee volgende films, Harry Potter en de Gevangene van Azkaban en Harry Potter en de Vuurbeker verscheen wordt het viaduct definitief in verband gebracht met de Harry Potter filmreeks. Toeristen kunnen deze treinrit zelf beleven met The Jacobite Steam Train die vanuit Fort William naar Mallaig rijdt, maar ook de reguliere trein van Fort William naar Mallaig rijdt over het viaduct. Toeristen kunnen ook een kijkje nemen bij het Viaduct zelf. Deze is gelegen bij het Glenfinnan Monument.

## Schotse Bankbiljetten
Op het 10 pond biljet uit de vanaf 2007 door de Bank of Scotland uitgegeven serie bankbiljetten met als thema bruggen staat zowel een afbeelding van het Glenfinnan Viaduct alsmede van het Glenfinnan Monument.